# Perry Como
Pierino Ronald "Perry" Como (18. květen 1912, Canonsburg, Pensylvánie, USA – 12. květen 2001, Jupiter, Florida) byl americký zpěvák. Nazpíval hity jako "Prisoner of Love" (1946), "No Other Love" (1953) a "Hot Diggity (Dog Ziggity Boom)" (1956).

## Diskografie

### Alba LP - RCA Victor 10 "
- 1951 Perry Como Sings Merry Christmas Music
- 1952 TV Favorites
- 1952 A Sentimental Date with Perry
- 1952 Supper Club Favorites
- 1953 Hits from Broadway Shows
- 1953 Around the vánoční strom
- 1953 I Believe ~ Songs of All Faiths Sung by Perry Como
- 1954 Como 's Golden Records

### Alba LP - RCA Victor 12 "
- 1955 Se Smooth
- 1956 I Believe
- 1956 Relaxing with Perry Como
- 1956 Perry Como Sings Hits from Broadway Shows
- 1956 A Sentimental Date with Perry Como
- 1956 Perry Como Sings Merry Christmas Music
- 1957 We Get Letters
- 1958 Saturday Night With Mr. C
- 1958 When You Come To The End Of The Day
- 1958 Como 's Golden Records
- 1959 Como Swings
- 1959 Seasons Greetings From Perry Como
- 1961 For The Young At Heart
- 1961 Sing to Me, Mr. C
- 1962 By Request
- 1962 The Best Of Irving Berlin 's Songs From Mr. President
- 1963 Perry at His Best
- 1963 The Songs I Love
- 1965 The Scene Changes ~ Perry Goes to Nashville
- 1966 Lightly Latin
- 1966 Perry Como In Italy
- 1968 The Perry Como Christmas Album
- 1968 Look to Your Heart
- 1969 Seattle
- 1970 Perry Como In Person at the International Hotel, Las Vegas
- 1970 This is Perry Como
- 1970 It 'Impossible
- 1971 I Think of You
- 1972 This is Perry Como Vol. 2
- 1973 And I Love You So
- 1974 Perry ~ The Way We Were
- 1975 Just Out Of Reach
- 1976 Perry Como: A Legendary Performer
- 1977 The Best Of British
- 1978 Where You'RE Concerned
- 1980 Perry Como ~ The Colors of My Life
- 1981 Perry Como: Live On Tour
- 1982 I Wish It Could Be Christmas Forever
- 1983 Se It Goes ~ Goodbye For Now
- 1987 Perry Como Today ~ The Wind Beneath My Wings
- 1993 Yesterday & amp; Today: A Celebration In Song (RCA Victor Box Set)

### Alba LP - RCA Camden 12 "
- 1957 Dream Along With Me
- 1958 Perry Como Sings Just For You
- 1959 Perry Como 's Wednesday Night Music Hall
- 1960 Dreamer 's Holiday
- 1961 Perry Como Sings Merry Christmas Music
- 1962 Make Someone Happy
- 1963 An Evening With Perry Como
- 1964 Love Makes The World Go 'Round
- 1965 Somebody Loves Me
- 1966 No Other Love
- 1967 Hello Young Lovers
- 1968 You Are Never Far Away
- 1969 The Lord 's Prayer
- 1970 Easy Listening
- 1971 Door Of Dreams
- 1972 The Shadow Of Your Smile
- 1973 Dream On Little Dreamer
- 1974 The Sweetest Sounds

## Filmografie
- Something To Shout About (1943) ~ cameo
- Something for the Boys (1944)
- Doll Face (1945)
- March of Time (1945)
- If I Jsem Lucky (1946)
- Words and Music (1948)
- Tobaccoland on Parade (1950)
- The Fifth Freedom (1951)